# シャープさんとタニタくん@
『シャープさんとタニタくん@』（シャープさんとタニタくん アットマーク）は、仁茂田あいによる漫画作品。pixivコミック内『クロフネZERO』にて2015年6月18日より連載を開始し、2016年11月24日より『くろふねピクシブ』に移籍後、2017年2月16日まで連載された。

## 概要
実在企業の公式Twitterアカウントを、実際のツイートを元に擬人化した4コマ漫画。シャープの公式Twitterアカウントの擬人化であるシャープさんと、タニタの公式Twitterアカウントの擬人化であるタニタくんの2人を中心に、キングジム、セガ、井村屋、パインアメなどの実在企業の公式Twitterアカウントの擬人化キャラクターも登場する。
2016年3月29日に単行本第1巻『シャープさんとタニタくん@』、2017年2月23日に単行本第2巻『シャープさんとタニタくんRT』が発売された。単行本には連載分と描きおろし漫画のほかに、実際の公式Twitterアカウントの担当者のインタビューや、担当者と作者と編集者も交えた座談会も収録されている。
ストレイテナーとのコラボレーション企画として、『シャープさんとタニタくんRT [ストレイテナー]テーマソングCDつき特装版』も発売された。
これは、タニタの公式Twitterアカウントの担当者によるCDジャケットを模したイラストのツイートをきっかけに、ストレイテナーのドラム・ナカヤマシンペイとのTwitterでのやり取りの中でテーマソングの作成案が浮上し、実際にストレイテナーが楽曲を完成させたことで実現した。なお、制作された作品のテーマソングは、2017年9月8日にストレイテナーの配信限定シングルとして各種音楽配信で配信が開始されている。
2016年7月10日より、文化放送のラジオ番組「小松未可子・西山宏太朗 Twilight 〜夕凪のレストラン〜」内で、スピンオフラジオドラマ『タニタくんのはかる日常』が隔週で放送されていた。
東京・丸の内のタニタ食堂では、作品をイメージしたコラボレーションメニューが2017年3月6日から3月18日までの期間限定で提供された。

## あらすじ
企業の公式Twitterアカウントながら、「ゆるい」感じのツイートから人気を博す、シャープの公式Twitterアカウント担当のシャープさんと、タニタ公式Twitterアカウント担当のタニタくん。Twitter上でも仲の良い2人を中心に、キングジムさん、セガさん、井村屋さん、パインアメさんとも絡むTwitterや業務などの日常から、飲み会やバカンス満喫。さらには学園やアイドルな話まで展開される、全体的に「ゆるい」擬人化キャラクターたちのお話。

## 登場人物
シャープさん
シャープ公式Twitterアカウント担当。茶髪のストレートなショートヘアの青年。朗らかでお調子者でマイペース。普段の言動は基本ゆるいが、タニタくん相手だとツッコミがち。
タニタくん
タニタ公式Twitterアカウント担当。黒髪のミディアムヘアで、黒縁眼鏡をかけた青年。真面目でまっすぐで、結構熱血。典型的な後輩キャラ。真面目が過ぎて時々ボケになる。健康オタク。
キングジムさん（姉）
キングジム公式Twitterアカウント担当。黒髪のロングヘアをひとまとめにしている、おっとりとした大人な感じのお姉さま。間違えても「姐さん」と言ってはいけない。
キングジムさん（妹）
キングジム公式Twitterアカウント担当。ピンクのショートボブで、ほんわかした感じのお嬢さん。比較的しっかりしているが、振り回されることも多々ある。
セガさん
セガ公式Twitterアカウント担当。アッシュ系の金髪で、オーバーアップ系ショートヘアの青年。常にテンション高め。自社製品愛が強く、大喜利好き。見た目はチャラそうだが、結構真面目。
井村屋さん
井村屋公式Twitterアカウント担当。茶髪の外ハネショートヘアの青年。登場人物の中で外見は一番少年っぽいが、実は（企業的に）最年長。意外とうっかり屋な面もある。
パインアメさん
パインアメ公式Twitterアカウント担当。黄色系の金髪で、フロントが内巻きショートボブの女性。業務中はお手製のパインアメくんの被り物をして、語尾に「スー」を付ける。基本的には冷静。

## 書籍情報
- 仁茂田あい 『シャープさんとタニタくん@』リブレ〈クロフネCOMICS〉、全2巻。
  1. 『シャープさんとタニタくん@』2016年3月29日発売、ISBN 978-4-7997-2898-7
  2. 『シャープさんとタニタくんRT』2017年2月23日発売、ISBN 978-4-7997-3239-7